# Mykoła Tworydło
Mykoła Tworydło, ukr. Микола Творидло (ur. 1884 w Zaszkowie, zm. 1952 we Lwowie) – ukraiński inżynier agronom, działacz społeczny i polityczny, senator V kadencji w II RP.

## Życiorys
Ukończył Akademię Rolniczą w Dublanach, był inżynierem agronomem. Pracował jako instruktor rolny w Użhorodzie (Ungvar) i dyrektor szkoły rolniczej w Mukaczewie (Munkacs) na węgierskiej wówczas Rusi Zakarpackiej. Działacz Proswity. Po I wojnie światowej powrócił do Galicji. W latach 1924-27 dyrektor towarzystwa Silśkyj Hospodar we Lwowie. Od 1928 członek zarządu Centrosojuzu we Lwowie, radca Izby Rolniczej i Giełdy Zbożowo-Towarowej we Lwowie. Senatorem V kadencji został wybrany z województwa lwowskiego, wchodził w skład Ukraińskiej Reprezentacji Parlamentarnej. Opublikował książki i broszury na tematy ekonomiczne. Po agresji ZSRR na Polskę aresztowany przez NKWD, deportowany. Zmarł we Lwowie.